# Perilous
Perilous (vertaling: gevaarlijk) is een studioalbum van Glass Hammer. Het is het eerste album van de band nadat de zanger Jon Davison een tijdlang bij yes heeft gezongen. Dat leverde problemen op want het management van Yes verbood Davison in twee bands tegelijkertijd te spelen. Hij werd tijdens de concertreeks na Cor Cordium vervangen. De tijd bij Yes van Davison bleek de band weer een stuk dichter naar de muziek van Yes te hebben gestuwd. Dat terwijl Babb en Schendel in het verleden wel toegaven beïnvloed te zijn door Yes, maar toch voornamelijk een eigen koers wilden varen. Met dit album kwam dat in het gedrang. Voor de fans maakte het overigens geen verschil, die leefden al jaren met de Yesachtige muziek van Glass Hammer.
Het album is opgenomen in de Sound Resources geluidsstudio van Chattanooga (Tennessee). Het werd een conceptalbum. Het bezoek van een “griezelige” begraafplaats is het losse thema .

## Musici
Glass Hammer
- Jon Davison– zang
- Fred Schendel–  toetsinstrumenten, steel guitar, achtergrondzang
- Steve Babb– basgitaar, toetsinstrumenten, achtergrondzang
- Alan Shikoh– elektrische en akoestische gitaar, sitar

met
- Randall Williams – slagwerk
- Amber Fults - zang in "In that Lonely Place"
- The Adonia String Trio
  - Rebecca James – viool
  - Susan Whitacre – altviool
  - Rachel Hackenberger – cello
- Carey Shinbaum - blokfluit, hobo
- Tim Wardle - achtergrondzang
- The McCallie School Guitar Choir (Bharath Venkatesh, Aaron Long, Ralston Hartness, Matthew Norris, Drew Shikoh and Charles Evans) - gitaarkoor
- The Chattanooga Girls Choir (Glory Larm, Laura Ayres, Brooke Pugsley, Kelsey Hodges, Katherine Stegal, Molly Stegall and Savannah Fanter) – koor
- Latin Choir (Stephanie Rumpza, Sarah Snyder, Kelly Luther, Dr. Thomas Hammett and Robert Waller) - koor

## Muziek
| Nr. | Titel                                        | Duur |
| --- | -------------------------------------------- | ---- |
| 1.  | Part 1: The sunset gate                      | 7:37 |
| 2.  | Part 2: Beyond they dwell                    | 4:00 |
| 3.  | Part 3: The restless ones                    | 3:36 |
| 4.  | Part 4: They cast their spell                | 3:21 |
| 5.  | Part 5: We slept, we dreamed                 | 7:41 |
| 6.  | Part 6: The years were sped                  | 2:57 |
| 7.  | Part 7: Our foe revealed                     | 6:27 |
| 8.  | Part 8: Toward home we fled                  | 6:47 |
| 9.  | Part 9: As the sun dipped low                | 1:32 |
| 10. | Part 10: The wolf gave chase                 | 1:59 |
| 11. | Part 11: We fell at last                     | 1:55 |
| 12. | Part 12: In that lonely place                | 3:10 |
| 13. | Part 13: Where sorrows died and came no more | 6:34 |